# 20 kilomètres marche masculin aux Jeux olympiques d'été de 1968
Navigation
Tokyo 1964 Munich 1972
L'épreuve du 20 kilomètres marche masculin aux Jeux olympiques de 1968 s'est déroulée le 14 octobre 1968 dans les rues de Mexico, au Mexique, avec une arrivée au Stade olympique universitaire.  Elle est remportée par le Soviétique Volodymyr Holubnychy.

## Résultats

### Finale
| Rang               | Athlète               | Pays                 | Temps             | Notes |
| ------------------ | --------------------- | -------------------- | ----------------- | ----- |
| Médaille d'or      | Volodymyr Holubnychy  | Union soviétique     | 1 h 33 min 58 s 4 |       |
| Médaille d'argent  | José Pedraza Zúñiga   | Mexique              | 1 h 34 min 00 s 0 |       |
| Médaille de bronze | Nikolay Smaga         | Union soviétique     | 1 h 34 min 03 s 4 |       |
| 4                  | Rudy Haluza           | États-Unis           | 1 h 35 min 00 s 2 |       |
| 5                  | Gerhard Sperling      | Allemagne de l'Est   | 1 h 35 min 27 s 2 |       |
| 6                  | Otto Barch            | Union soviétique     | 1 h 36 min 16 s 8 |       |
| 7                  | Hans-Georg Reimann    | Allemagne de l'Est   | 1 h 36 min 31 s 4 |       |
| 8                  | Stefan Ingvarsson     | Suède                | 1 h 36 min 43 s 4 |       |
| 9                  | Leonida Caraiosifoglu | Roumanie             | 1 h 37 min 07 s 6 |       |
| 10                 | Peter Frenkel         | Allemagne de l'Est   | 1 h 37 min 20 s 8 |       |
| 11                 | Arthur Jones          | Royaume-Uni          | 1 h 37 min 32 s 0 |       |
| 12                 | Pasquale Busca        | Italie               | 1 h 37 min 32 s 0 |       |
| 13                 | José Oliveros         | Mexique              | 1 h 38 min 17 s   |       |
| 14                 | Antal Kiss            | Hongrie              | 1 h 38 min 24 s   |       |
| 15                 | Stig Lindberg         | Suède                | 1 h 40 min 03 s   |       |
| 16                 | Frank Clark           | Australie            | 1 h 40 min 06 s   |       |
| 17                 | Tom Dooley            | États-Unis           | 1 h 40 min 08 s   |       |
| 18                 | Karl-Heinz Merschenz  | Canada               | 1 h 40 min 11 s   |       |
| 19                 | Charles Sowa          | Luxembourg           | 1 h 40 min 17 s   |       |
| 20                 | Eladio Campos         | Mexique              | 1 h 41 min 52 s   |       |
| 21                 | Örjan Andersson       | Suède                | 1 h 41 min 58 s   |       |
| 22                 | John Webb             | Royaume-Uni          | 1 h 42 min 51 s   |       |
| 23                 | René Pfister          | Suisse               | 1 h 43 min 36 s   |       |
| 24                 | Bob Hughes            | Royaume-Uni          | 1 h 43 min 50 s   |       |
| 25                 | Ron Laird             | États-Unis           | 1 h 44 min 38 s   |       |
| 26                 | Mieczysław Rutyna     | Pologne              | 1 h 47 min 29 s   |       |
| 27                 | Euclides Calzado      | Cuba                 | 1 h 49 min 27 s   |       |
| 28                 | Julio Ortíz           | Guatemala            | 1 h 54 min 48 s   |       |
| 29                 | Roberto Castellanos   | Salvador             | 1 h 58 min 48 s   |       |
| —                  | Julius Müller         | Allemagne de l'Ouest |                   | DQ    |
| —                  | José Esteban Valle    | Nicaragua            |                   | DNF   |
| —                  | Carlos Vanegas        | Nicaragua            |                   | DNF   |
| —                  | Felix Cappella        | Canada               |                   | DNF   |
| —                  | Kazuo Saito           | Japon                |                   | DNF   |

## Légende
Records et Performances
- AR : Record continental (area record)
- CR : Record des championnats (championship record)
- MR : Record du meeting (meet record)
- NR : Record national (national record)
- OR : Record olympique (olympic record)
- PR : Record paralympique (paralympic record)
- PB : Record personnel (personal best)
- SB : Meilleure performance personnelle de la saison (season's best)
- WL : Meilleure performance mondiale de l'année (world leader)
- WJR : Record du monde junior (world junior record)
- WR : Record du monde (world record)

Circonstances et Conditions
- DNF : N'a pas terminé (did not finish)
- DNS : N'a pas pris le départ (did not start)
- DQ : Disqualification (disqualification)
- NM : Aucun essai valable enregistré (No Mark)
- Q : Qualifié « directement » au prochain tour (ou à la prochaine compétition), lors d'une compétition majeure, grâce au classement ou à la réalisation des minima (automatic qualifier)
- q : Qualifié au prochain tour (ou à la prochaine compétition), lors d'une compétition majeure, grâce au repêchage ou à la réalisation de l'une des meilleures performances parmi celles des « non qualifiés directement » (grâce au meilleur temps ou à la meilleure distance par exemple) (secondary qualifier)